# 埃梅斯·達·豐塞卡
埃梅斯·罗德里格斯·达丰塞卡（Hermes Rodrigues da Fonseca，1855年5月12日—1923年9月9日），巴西军人和政治家。首任总统迪奥多罗·达丰塞卡的侄子。1906年任战争部长，1910年当选第八任巴西总统。
巧合的是，当选总统后，他访问葡萄牙，却意外成为葡萄牙革命的导火线，他走后，葡萄牙共和党人起义推翻君主制而成立共和国，随后他立即宣布承认葡萄牙共和国。
| 前任： 尼洛·佩萨尼亚 | 巴西总统 | 繼任： 文塞斯劳·布拉斯·佩雷拉·戈麦斯 |